# Virtakari
Virtakari är en udde i Finland.   Den ligger i landskapet Norra Österbotten, i den centrala delen av landet, 600 km norr om huvudstaden Helsingfors.
Terrängen inåt land är mycket platt. Havet är nära Virtakari västerut.Runt Virtakari är det ganska glesbefolkat, med 36 invånare per kvadratkilometer. Närmaste större samhälle är Ijo, 7,9 km norr om Virtakari. 